# Tonski snimatelj
Tonski snimatelj, snimatelj tona, snimatelj zvuka je zanimanje. Dio je snimateljskog tima.
Tonski snimatelj, mješač tona i tehničar za zvučne efekte blisko su povezana zanimanja.  Čine dio snimateljskog tima. Svima je zajedničko to što snimaju zvuk za sve vrste televizijskih i radijskih emisija, kao i snimanje tona za film ili snimanje glazbenog materijala. U Hrvatskoj poslovi snimatelja tona, mješača tona i tehničara za zvučne efekte nisu striktno odijeljeni, pa u mnogim ustanovama pojedinci obavljaju sva tri posla. Godinama rada svatko u timu svatko postaje bolji i ostali srodni poslovi sve su mu shvatljiviji. Stoga nakon višegodišnjeg iskustva pojedince se može promaknuti u ton majstore.
Snimatelj tona prvi je u lancu. Uloga mu je na najbolji način snimiti ton, te je on taj koji osmišlja cijeli proces. Prije nego tim počne snimati, odabire mikrofone, postavlja ih na pozornicu ili u studio i spaja ih izravno ili preko tonskog miješala s magnetoskopom. Dok se snima izvedba i događaj, snimatelj tona prati kakvoću snimke i odlučuje je li ju potrebno ponovo snimiti. Može se dogoditi da proces obuhvaća snimanje mnogo ulaznih zvukova, poput pjevačkog zbora, govornika, zvučne pozadine i slične. Sve ih se zasebno snima i potom kombinira u skladnu cjelinu, što radi mješač tona (mikser zvuka, sound mixer).